# وينستون موراليس
وينستون موراليس (بالإسبانية: Winston Morales Chavarro)‏ هو كاتب وصحفي كولومبي، ولد في 1969 في نيفا في كولومبيا.